# Hugo Lorenzetti
Hugo Lorenzetti (* 8. August 1912 in Orpierre; † 1. Juli 1975 in Rousset-en-Vercors) war ein französischer Radrennfahrer und Schrittmacher.
Hugo Lorenzetti war Prof-Bahnradsportler von 1941 bis 1943; in dieser Zeit belegte er den zweiten Platz beim GP Cyclo-Sport de vitesse.
Nach dem Zweiten Weltkrieg verlegte sich Lorenzetti erfolgreich darauf, bei Steherrennen als Schrittmacher aktiv zu sein. Bei den UCI-Bahn-Weltmeisterschaften 1959 führte er den Franzosen Bernard Desconinck auf den Platz zwei. Bei der WM 1966 im Frankfurter Waldstadion führte er den belgischen Steher Romain De Loof zum Weltmeister-Titel der Profis. 1965 und 1967 belegte das Gespann jeweils Rang zwei.
1968 erlitt Lorenzetti bei einem Sturz auf einer Radrennbahn in Rom schwere Verletzungen an der Wirbelsäule.